# Christoph Dientzenhofer
Christoph Dientzenhofer (Tsjechisch: Kryštof Dientzenhofer) (7 juli 1655 - 20 juni 1722) was een Beiers architect uit het baroktijdperk. Hij werd geboren in de prominente architectenfamilie Dientzenhofer. Zijn zoon was Kilian Ignaz Dientzenhofer.
Gedurende zijn carrière heeft hij onder andere gewerkt in Beieren, Oostenrijk en Bohemen. Onder zijn beroemdste werken zijn het Klooster van Břevnov, de Sint-Klara Kerk te Cheb en de Sint-Nicolaaskerk in Praag, die later door zijn zoon Killian voltooid zou worden.

## Galerij

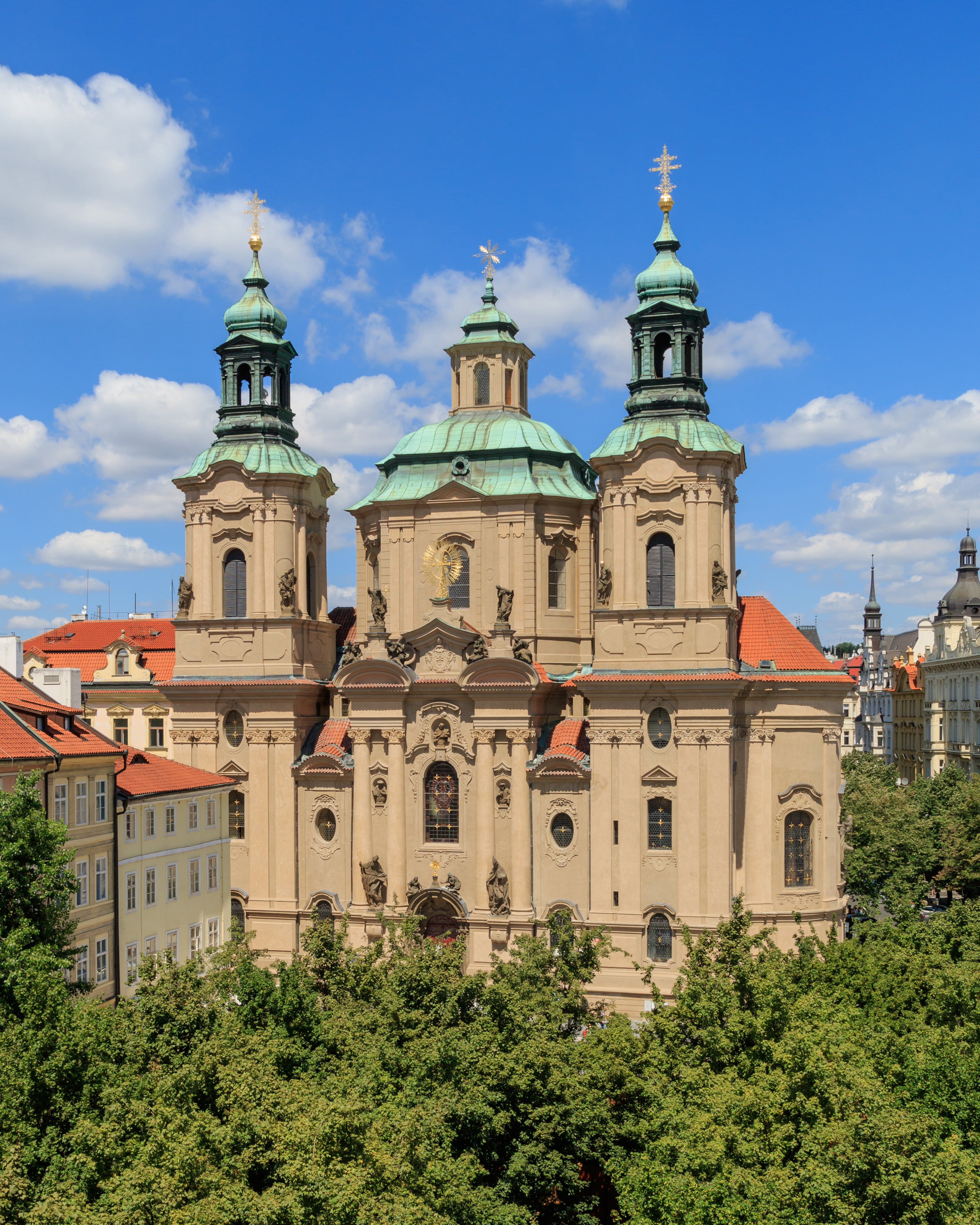
Sint-Nicolaaskerk (Malá Strana)
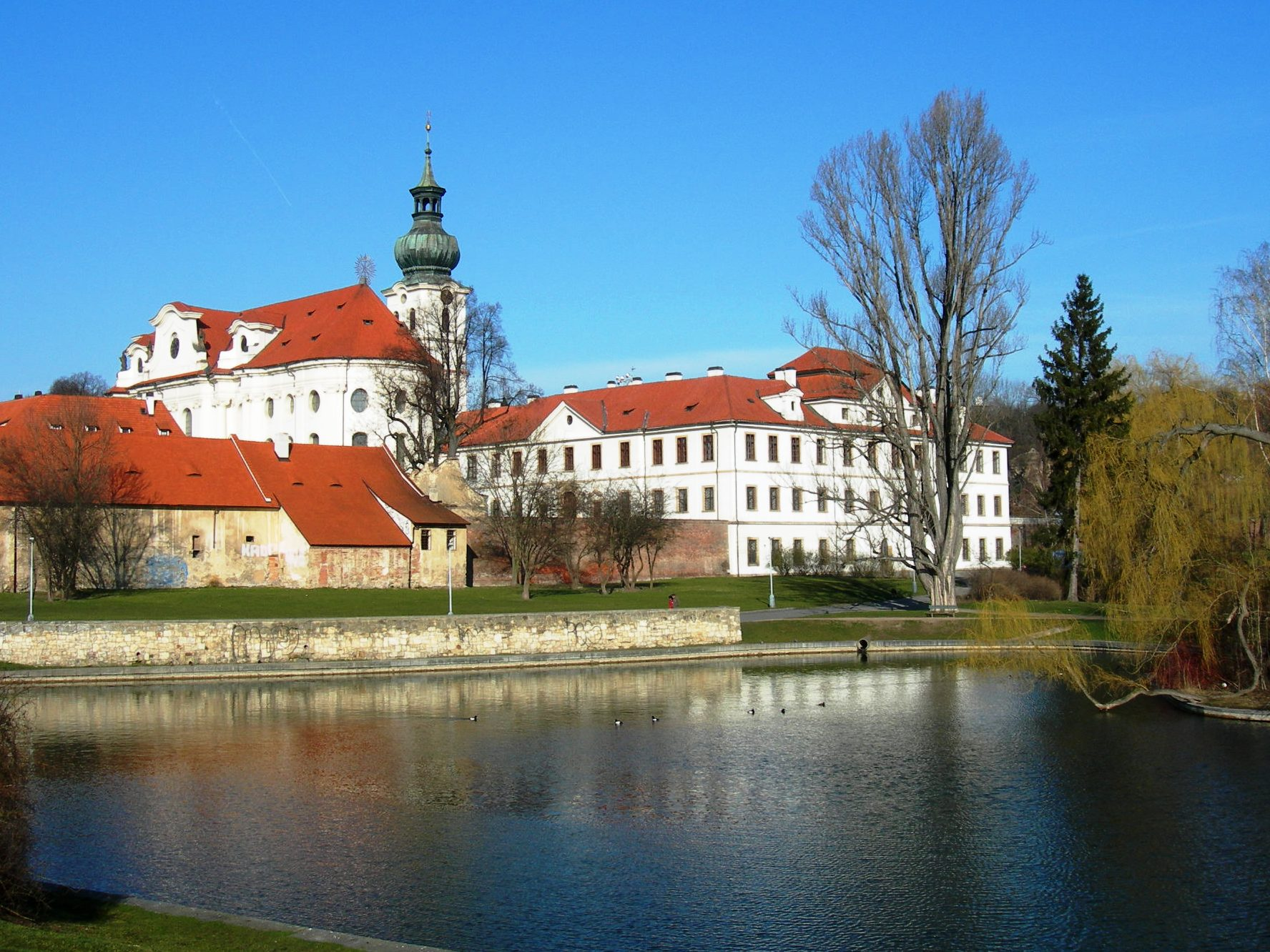
Klooster Břevnov
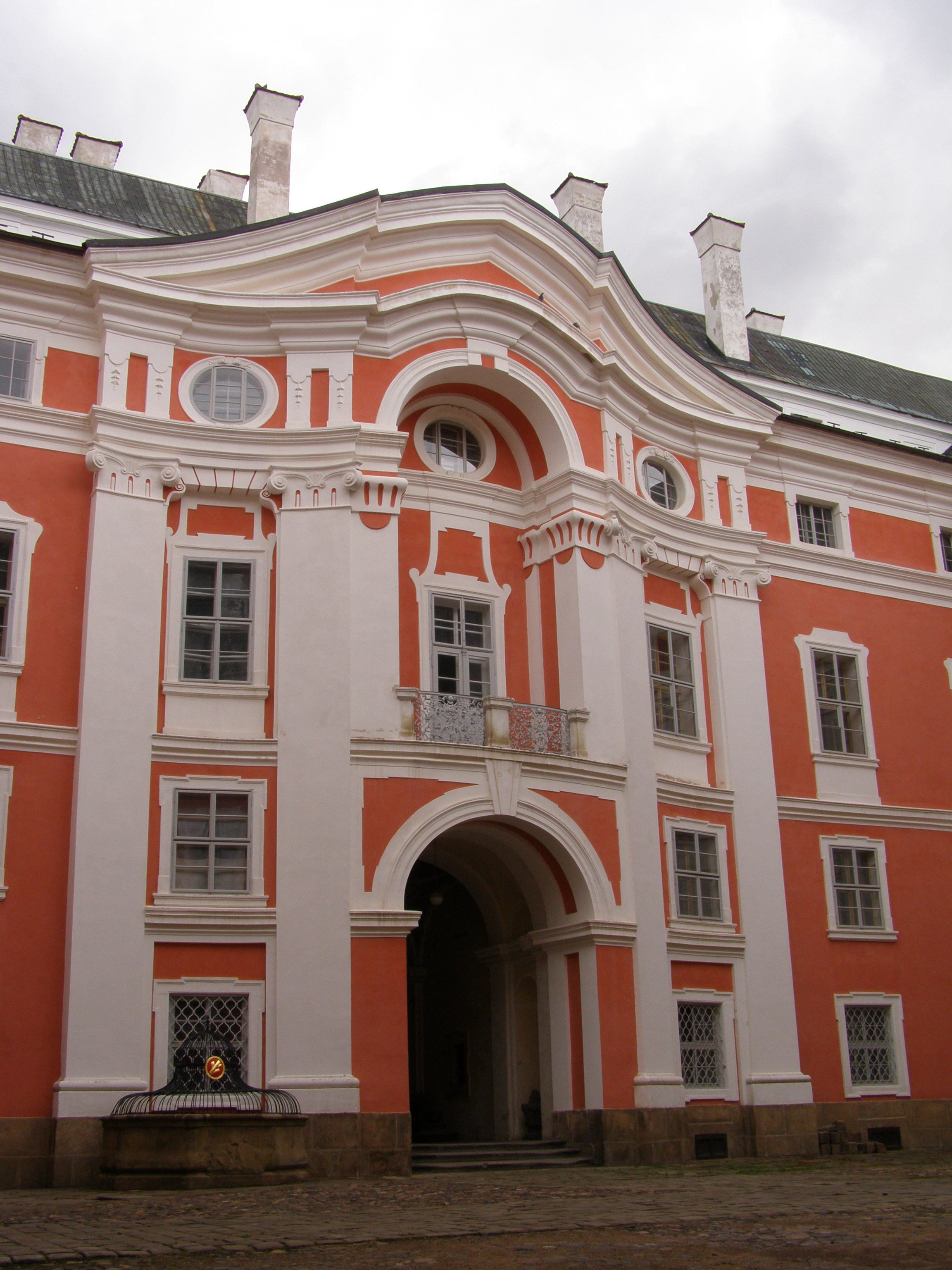
Braunau Klooster
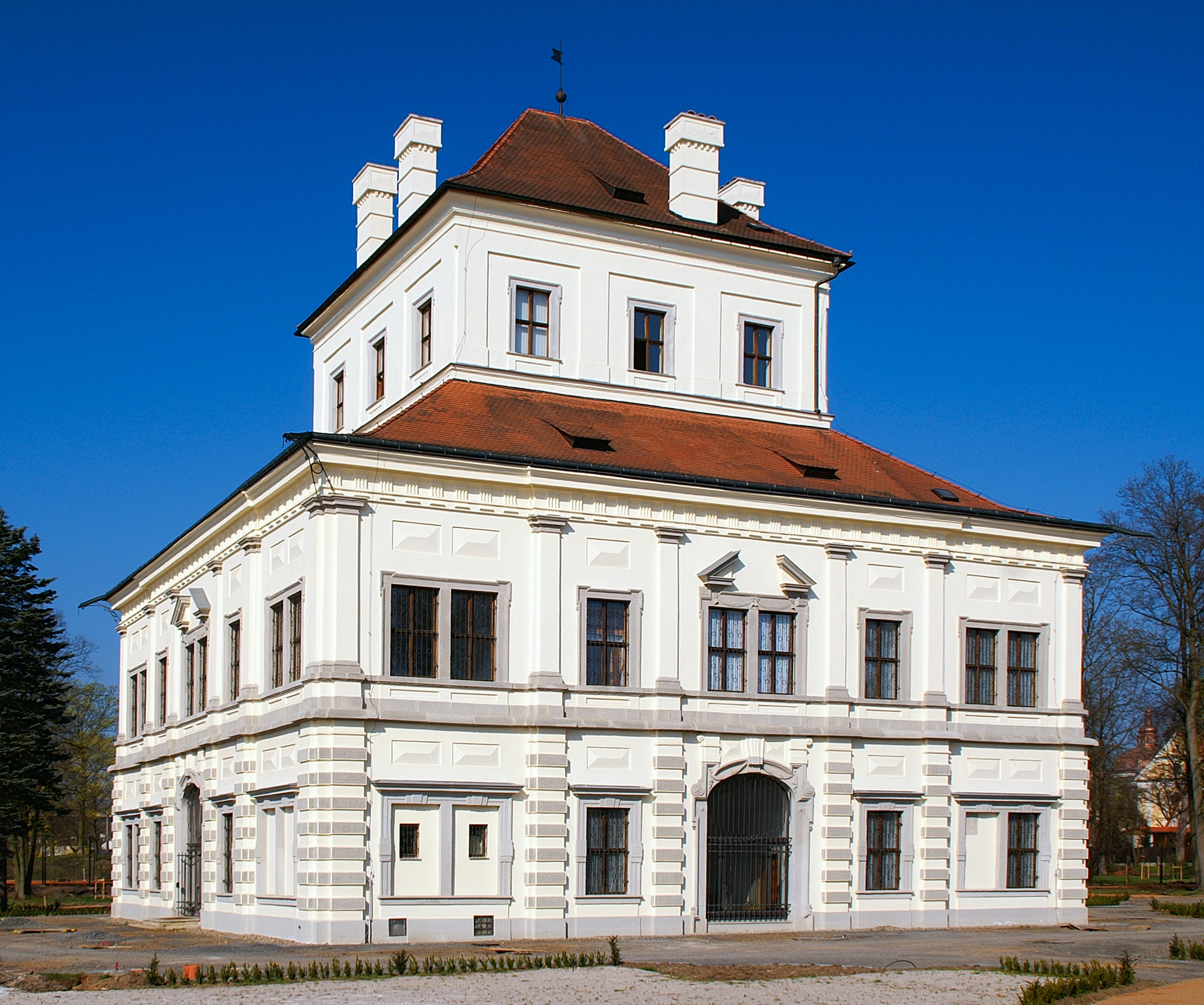
Het Witte Slot in Ostrov

- Bibliothèque nationale de France: cb150893982 (data)
- Gemeinsame Normdatei: 118671863
- International Standard Name Identifier: 0000 0000 6679 0245
- Library of Congress Control Number: n88114695
- Nationale Bibliotheek van Tsjechië: jn20000710024
- Système universitaire de documentation: 193049384
- Union List of Artist Names: 500018613
- Virtual International Authority File: 77109739
- WorldCat: E39PBJvCJGmC36kf9bDMDF3CwC